# 國立新竹科學園區實驗高級中等學校
國立新竹科學園區實驗高級中等學校（英語：National Experimental High School At Hsinchu Science Park，NEHS），簡稱竹科實中，原校名為國立科學工業園區實驗高級中學。是一所位於新竹市的公立完全中學，創立於1983年。成立的宗旨為方便新竹科學園區以及相關科研機構的員工子女就學，該校設有五個學制部門：高中部、國中部、國小部、幼兒園部以及雙語部。

## 地理位置
國立竹科實中位於新竹科學園區一期住宅區內，是在園區一期東側與園區三期交界處
。相對於新竹市區，竹科實中位在新竹車站東南方，直線距離五公里左右，接近新竹市東區東側與新竹縣竹東鎮交界處。
地形方面，此學校建於西向斜坡上。竹科實中西北方有一人工湖，名為靜心湖，是園區內人工開鑿的池，緊鄰學校操場。西方有開台金山寺。在金山寺的西方是園區一期住宅區，是許多該校學生住處。竹科實中西南方與南方是園區廠房區，許多該校家長在此工作。竹科實中的東方，正門正對面隔著介壽路則是「金山街商圈」。
從竹科實中沿著介壽路向北是新竹市警察局第二分局關東橋派出所。介壽路北端與新竹市東西向的主幹光復路相接，路口有新竹老爺酒店。此地地名為關東橋，取名自1908年興建的新竹通往竹東的輕便軌道的木橋，竹科實中許多學生走路到此搭新竹市公車往西前往新竹市區或往東前往新竹縣。

## 制服

### 高中部
男女皆是粉紅色襯衫、藍色褲或裙。冬季有西裝外套，桃紅色領帶。

### 國中部
男女皆是黃襯衫，藍褲。女性有桃紅裙。冬季有深藍色外套。

## 歷任校長
| 任別 | 姓名     | 任期           |
| ---- | -------- | -------------- |
| 一   | 瞿寧若   | 1983年         |
| 二   | 張玉成   | 1984年～1987年 |
| 三   | 邱億明   | 1988年～1994年 |
| 代理 | 戴曉影   | 1995年         |
| 四   | 戴禮明   | 1995年～2003年 |
| 五   | 吳榕峯   | 2003年～2008年 |
| 六   | 黃芳芷   | 2009年～2016年 |
| 七   | 李健維   | 2017年～2021年 |
| 八   | 張簡瑞璨 | 2022年～至今   |

## 設校宗旨
解決歸國學人子女教育問題，吸引歸國學人或科技人才留在新竹科技城。

## 外部連結
- 官方网站

24°46′36″N 121°01′02″E / 24.77680°N 121.01718°E